# Диск из Фестоса
Диск из Фестоса је диск од печене глине из минојске палате са Фестоса са острва Крит, вероватно датира из средњег или касног бронзаног доба (други миленијум пре нове ере). Диск је око 15 cm у пречнику и прекривен је са обе стране симболима који су поређани у спирали. Његова сврха и значење, чак и његов оригинални географски положај израде остаје непознат, чинећи га једним од најпознатијих мистерија у археологији. Овај јединствен предмет је изложен у археолошком музеј у Ираклиону.
Овај диск је пронашао 1908. италијански археолог Луиђи Перниер (ит. Luigi Pernier)  у минојском комплексу палата у Фесктосу. 241 токен, састојао се од 45 постојећих знака, који су највероватније били прављени утискујући хијероглифксе печате на диску од меке глине, у смеру казаљке на сату чинећи спиралу која иде ка центру диска.
Диск из Фестоса је заинтигирао машту аматера и професионалних археолога и мнгои су покушавали да дешифрују код иза знакова на диску. Иако још увек није сигурно да је то неки спис, многи који су покушавали да дешифрују верују да јесте; многи верују да је то слоговно писмо, други да је алфабет или логограм. Покушаји дешифровања су генерално немогући уколико се не пронађу још неки примери знакова, иако су се сви сложили да нема довљно контекста за анализу која је разумна.
Иако је Диск из Фестоса генерално прихваћен као аутентичан од стране археолога, неки верују да је то превара.

## Откриће
Диск из Фестоса је пронађен у минојском комплексу палата, близу Агија Тријаде, на јужној обали Крита; најтачније диск је био пронађен у подруму осме собе у згради 101 у групи зграда на североистоку од главног места. Ова група од четири соба је такође користила као формалан улаз у палатни комплекс. Италијански археолог Луиђи Перниер је пронашао предмет, око 15 cm (5.9 инча) у пречнику и просечно више од 1 cm (0.39 инча) у ширини, 3. јула 1908. током ископавања прве минојске палате.
Пронађено је у главној подземној одаји храмске оставе. Ове подрумске одаје, једино доступне одозго, су биле благо премазане слојем малтера. Њихов садржај је био сиромашан драгоценим артефактима, али богате црном земљом и пепелом, помешаном спаљеним бизонским костима. У северном делу главне одаје, у истом црном слоју, неколико инча југоисточно од диска и око 20 инча (51 cm) изнад пода, табла са линеаром А PH 1  је такође пронађена. Простор је наиме пао као последица земљотреса, вероватно повезани са ерупцијом на Санторинију која је захватила велике делове Медитерана током половине другог миленијума п. н. е.

### Аутентичност
Диск из Фестоса је генерално прихваћен као аутентичан од стране археолога. Ове претпоставке су подржане од каснијих открића секира са две оштрице са сличним али не и идентичним ознакама.
Могућност да је диск из 1908. лажан су покренула два схолара. Према извештајима Тајмса (енг. The Times) време производње никада није утврђено. У извештају из 2008.,  Робинсон (енг. Robinson) не негира аргументе о превари, али се слаже да „тестови датирања диска из Фестоса су неопходни. То ће или потврдити да су нова истраживања вредна, или ће спречити схоларе да троше своје време.“
Златни прстен са симболима из Кнососа, откривен 1926., садржи линеар А који је исписан у пољу који је дефинисан спиралом- сличан диску из Фестоса. Печат пронађен 1955. показује паралелу 21 знака са диском из Фестоса. Ово је сматрано као доказом да је диск из Фестоса генијалан минојски артефакт.

## Покушаји дешифровања
Велика фрка се створила око диска током 20. века. Диск из Фестоса је заинтригирао аматере археологе. Многи су покушавали да дешифрују код иза знакова на диску. Током времена су све предложили, укључујући молитве, наративе или авантуристичке приче, посалтериони, игре на табли, чак и геометријску теорему. Неке од интерпретација су опстале и њихово значење је класични пример псеудоархеологије.
Многе лингвистичке интерпретације су претпоставиле слоговно писмо, које се базирално на пропорцији од 45 симбола у тексту од 241 токена као типичан тип текста; неки су претпоставили да  је то слоговно писмо са убаченим логографским симболима, власништво било ког слоговног писма са античког блиског истока (линеар Б као и клинасто и хијероглифско писмо). Ту су такође, алфабетска и чисто логографске интерпретације.
Док ентузијасти још увек верују да ће мистерија бити решена, схоларски покушаји дешифровања су по многима да ће мало вероватно бити успешн уколико се још неки примери знакова појаве негде, иако је мишљење свих да нема довољно контекста доступно за значајну анализу. Било које дешифровање без спољашњих потврда, као и успешно упоређивање са другим списима, је мало вероватно да ће бити прихваћено као закључак.

### Тврдње за дешифровање
Тврдње за дешифровање су категорисане у лингвистичка дешифровања, идентификују језик списа и нелингвистичка дешифровања. Чиста логографска читања нису лингвистичка у строгом смислу: док то можда открива значај списа, то неће дозволити идентификовање језика.

## Модерна употреба
Страна А диска из Фестоса се користи као лого  Фондације за истраживање и технологију Hellas, једне од највећих центара за истраживење у Грчкој.